# Pókember 3.
A Pókember 3 (eredeti cím: Spider-Man 3) 2007-es amerikai szuperhős-film, a Marvel Comics Pókember-képregényein alapuló filmsorozat harmadik része.
Akárcsak az előző kettőt, ezt is Sam Raimi rendezte, a szereplők közül visszatér Tobey Maguire, Kirsten Dunst, James Franco, Rosemary Harris, J. K. Simmons és Ted Raimi. Az új szereplőket Thomas Haden Church, Topher Grace és Bryce Dallas Howard kelti életre.
A Pókember 3 világpremierje 2007. április 16-án volt Tokióban, majd május 1-jén került a mozikba több európai és ázsiai országban, Magyarországon május 3-án mutatták be. Észak-Amerikában akkor rekordnak számító 4252 mozi tűzte műsorára május 4-én, hagyományos és IMAX filmszínházakban egyaránt látható volt. A film számos bevételi rekordot megdöntött néhány nap leforgása alatt. n

## Szereplők
| Szerep                               | Színész             | Magyar hang       |
| ------------------------------------ | ------------------- | ----------------- |
| Peter Parker/Pókember                | Tobey Maguire       | Csőre Gábor       |
| Mary Jane Watson                     | Kirsten Dunst       | Vadász Bea        |
| Harry Osborn/Új Manó                 | James Franco        | Király Attila     |
| Flint Marko/Homokember               | Thomas Haden Church | Salinger Gábor    |
| Eddie Brock Jr./Venom                | Topher Grace        | Hevér Gábor       |
| Gwen Stacy                           | Bryce Dallas Howard | Kökényessy Ági    |
| May néni                             | Rosemary Harris     | Pásztor Erzsi     |
| J. Jonah Jameson                     | J. K. Simmons       | Helyey László     |
| Stacy kapitány                       | James Cromwell      | Szokolay Ottó     |
| Hoffman                              | Ted Raimi           | Magyar Attila     |
| Betty Brant                          | Elizabeth Banks     | Gallusz Nikolett  |
| Robbie Robertson                     | Bill Nunn           | Borbiczki Ferenc  |
| Mr. Ditkovich                        | Elya Baskin         | Papp János        |
| Ursula Ditkovich                     | Mageina Tovah       | Kovalik Ágnes     |
| Dr. Curt Connors                     | Dylan Baker         | Sebestyén András  |
| Emma Marko                           | Theresa Russell     | Rácz Kati         |
| Penny Marko                          | Perla Haney-Jardine |                   |
| Bernard                              | John Paxton         | Versényi László   |
| Főpincér (cameoszerep)               | Bruce Campbell      | Posta Viktor      |
| Norman Osborn                        | Willem Dafoe        | Haás Vander Péter |
| Dennis Carradine                     | Michael Papajohn    | Prestis Tamás     |
| Ben bácsi                            | Cliff Robertson     | Makay Sándor      |
| Flash Thompson (cameoszerep)         | Joe Manganiello     | nem szólal meg    |
| Férfi a Times Square-n (cameoszerep) | Stan Lee            | Szalai Imre       |

## Cselekmény

A boldog pár

Peter Parker, azaz a Pókember rendkívül büszke rá, hogy úgy érzi, végre megtalálta az egyensúlyt a kettős életében. Egy este a Broadway-színházba megy, hogy megnézze barátnője, Mary Jane debütálását egy musicalben. Az előadást az egyik páholyból Harry Osborn is figyelemmel kíséri, aki továbbra is Petert okolja apja haláláért. A darab után Peter és M. J. egy parkba mennek, ahol a hullócsillagokban gyönyörködnek. Tudtukon kívül egyik meteor tőlük nem messze ér földet, belsejéből pedig egy nyálkás, amőbaszerű, fekete lény mászik elő, ami ezután észrevétlenül Peter robogójára akaszkodik.
Eközben a város egyik távolabbi pontján Flint Marko, a szökött fegyenc felkeresi otthonát, hogy meglátogassa súlyosan beteg kislányát. Volt felesége azonban korántsem fogadja szívesen Markot, aki hiába próbálja meggyőzni arról, hogy tettei ellenére nem rossz ember. Távozása előtt kislánya egy összecsukható nyaklánccal ajándékozza meg, amely a fényképét rejti.
Peter felkeresi May nénit és elújságolja neki nagy tervét: feleségül szeretné venni M. J-t. Nagynénje ennek nagyon örül, és elmeséli Peternek, hogy Ben bácsi annak idején hogyan kérte meg őt. Peternek ajándékozza a saját jegygyűrűjét, mivel azt szeretné, hogy M. J. is ezt viselje.
A robogóján gyanútlanul hazafelé tartó Peterre azonban egy légdeszkán cikázó, zöld páncélba öltözött, maszkos alak támad. Hamarosan kiderül, hogy az alak nem más, mint Harry, aki továbbfejlesztette apja Zöld Manó felszerelését, és alkalmazta magán az Oscorp erőnövelő szérumát. Peter megpróbálja észhez téríteni barátját, Harryt azonban elvakítja a bosszúvágy. Kettejük légi összecsapása során Harry bizonyul erősebbnek, Peter pedig majdnem elveszíti a May nénitől kapott gyűrűt. Harry követi az egyik sikátorba menekülő Petert, akinek végül sikerül megállítania. Az eszméletlen férfi az utcára zuhan, aminek következtében életveszélyes sérüléseket szenved. Peter kórházba siet barátjával, ahol az orvosoktól végül megnyugtató hírt kap: Harry túl van az életveszélyen, csupán a rövidtávú emlékezete sérült. Így mikor Peter és M. J. bemennek hozzá, rég nem látott barátokként fogadja őket.
A rendőrség elől menekülő Flint Marko mindeközben az Atomfizikai Kutatólabor telephelyén át próbál egérutat nyerni, ahol azonban csapdába esik egy homokkal telt veremben. A tudósok jelenlétét egy, a kísérleti területre tévedt madárnak tudják be és működésbe hozzák a részecske-gyorsítót, amelynek sugárzásának köszönhetően Marko eggyé válik a kavargó homokkal. Azonban túléli a történteket, mi több, képes újból emberi formát ölteni, így megszületik a Homokember.
Peter lakásán M. J. bosszankodva meséli el, hogy a sajtó durva kritikát írt róla. Peter megpróbálja megnyugtatni barátnőjét, ám hirtelen távoznia kell, mivel hírt kap egy igen súlyos vészhelyzetről a városban. Egy irodaházhoz érkezik, ahol egy meghibásodott toronydaru összezúzta az épület két falát, egy fiatal nő pedig életveszélybe került. Pókember még időben érkezik, hogy megmentse a lányt a végzetes zuhanástól, aki nem más, mint egyik osztálytársa, Gwen Stacy. Miután biztonságba helyezi Gwent, megismerkedik Gwen udvarlójával, a fotóriporter Eddie Brockkal, aki meglepő módon közli vele, hogy ezentúl ő fog fényképeket készíteni róla Petert szintén a Pókember fotósaként alkalmazó újságja számára. Peter rögtön a szerkesztőségbe megy, hogy utánajárjon a dolognak, Eddiet azonban már ott találja. A két fotós versengeni kezd az állásért, a kérdés rendezésére pedig a főszerkesztő azzal áll elő, hogy kettejük közül azt fogja alkalmazni, akinek sikerül tetten érni Pókembert valamiféle bűntényen, ezt pedig fényképpel bizonyítja. Eddie rendkívül magabiztos, ám Peter nagyon jól tudja, hogy ez soha nem fog neki sikerülni.
Peter meglátogatja a már otthonában lábadozó Harryt, és roppantmód örül, hogy újra a barátjának tudhatja. Ottléte alatt felfedezi, hogy ugyan Harry elvesztette emlékeinek egy részét, de az erőnövelő szer hatása még mindig megmaradt benne.
A városban kihirdetik, hogy Pókembernek kívánják átadni a Város Kulcsa Díjat, mivel megmentette a rendőrfőnök lányát. A nagyszabású ünnepség során Gwen Stacy bekonferálja Pókembert, és még egy csókot is ad neki hálája jeleként. Ez az eseményeket Harryvel figyelő Mary Janet  – akit időközben elvesztette színházi szerepét – rendkívül rosszul érinti.
Eközben néhány utcával arrébb Flint Markot ismét üldözőbe veszik a rendőrök. Marko egy homokot szállító teherautóba menekül, ahol  "egybeolvad" a rakománnyal. Amikor az egyik rendőr oda is követi, Marko magába szívja a rakományt, amit felhasználva likvidálja a rendőröket, majd egy hatalmas homokvihar formájában felszívódik. A Marko testét alkotó homokfelhő a Pókembert ünneplő tömeg fölött is átrepül. Pókember követni kezdi Homokembert, aki ezután egy pénzszállítót támad meg. Mielőtt távozni tudna a pénzzel, Pókember is betoppan. Fordulatos harcba kezdenek a mozgó jármű tetején, ami végül azzal végződik, hogy Marko kereket old, miután helyben hagyja Pókembert.
Aznap este elérkezik a várva várt leánykérési vacsora Peter számára. Peter alaposan felkészül az estére, ám mikor M. J. megérkezik, a lány nincs túl jó hangulatban. Még inkább feldühíti az, amikor váratlanul odalép hozzájuk a szintén az étteremben tartózkodó Gwen Stacy, és igen hevesen dicsérgetni kezdi Petert M. J.-nek. Gwen távozása után a féltékeny barátnő számon kéri Peter-ön a napközben történteket, de a fiú csak gyenge magyarázatokat tud felhozni a mentségére. Végül a csalódott és összezavarodott Mary Jane elviharzik, a leánykérés füstbe megy.
Másnap reggel a rendőrfőnök, Stacy kapitány behívatja Petert és May nénit az irodájába, ahol váratlan fejleményekkel szembesíti őket. Kiderül, hogy Ben bácsi igazi gyilkosa valójában nem volt más, mint Flint Marko. Petert ez a tény sokkolóan éri, és elhatározza, hogy mindenképp elkapja Markót. Este pókjelmezt ölt, és harcra készen a rendőrség hullámhosszát kezdi hallgatni, és csak az alkalmas pillanatra vár. A nagy várakozásba azonban belealszik. Miközben rémálmok gyötrik a nagybátyjáról, és Flintről, a fekete idegen anyag – amit még a parkban szedett össze – felmászik rá, és elkezd teljesen rátelepedni a testére. Amikor felébred, egy épület falán találja magát, egy új, teljesen fekete pókjelmezben. Még meglepettebben tapasztalja, hogy ez az új ruha a fizikai teljesítőképességét a sokszorosára növelte. Másnap mintát visz belőle Dr. Connors-nek, aki megállapítja hogy az anyag szimbióta tulajdonságú – ha összekapcsolódik egy gazda-szervezettel, akkor nehéz megszabadulni tőle. Mikor Peter hazaér, a rendőrségi rádióban hírt kap Homokember felbukkanásáról, így nem sokat szöszmötöl. Jelmezt ölt (ezúttal a feketét) és bosszúszomjasan, néhány perc alatt a bejelentés helyszínére ér. Miután megszabadította a fényképezőgépétől az őt lerohanni próbáló Eddie Brockot, leereszkedik a metró alagútjába, Marko után. Mikor a Homokember és ő ismét szembetalálják magukat egymással, a fekete Pókember számon kéri Markón a múltat, majd támadásba lendül. A metrósínek között harcolva Flint bizonyul erősebbnek, ám aztán Pókember felülkerekedik rajta, mivel felhasználja a bosszúszomjából és az új ruhából eredő erőt. Végül azzal fejezi be a harcot, hogy felszakít egy hatalmas vízvezetéket, és az abból áramló víztömeg elmossa a Homokembert.
Peter később döbbenetes felfedezést tesz: az új pókjelmez nem csak kivételes fizikai erővel ruházza fel, hanem az elfojtott érzéseit, és az agresszivitását is felszabadítja. Ezt veszélyesnek érzi, ezért leveti, és elzárja magától a ruhát. Inkább arra kezd összpontosítani, hogy újra egyenesbe hozza a kapcsolatát. M. J. azonban mostanában más társaságát keresi. A lány most éppen Harryvel találkozik, akivel nagyon jól érzik magukat. Mikor azonban egy csók is elcsattan kettőjük között, M. J. elszégyenli magát, és faképnél hagyja Harryt. A fiúnak ezek után egy csapásra visszatérnek a régi emlékei, és újra összeáll benne a kép arról, hogy kit hibáztat az apja halálával, és hogy mit kell tennie, ahhoz hogy fájdalmat okozzon Peternek. Kényszeríti Mary Janet-t, hogy hazudja azt Peternek, hogy van valakije. Ez be is válik neki, majd saját maga is azt mondja Peternek, hogy M. J. miatta hagyja el.

Peter megpróbál megválni a szimbiótától

Hogy enyhítsen a fájdalmain, Peter újra felölti a fekete jelmezt, és még aznap este elmegy Harryhez benyújtani a számlát. A két egykori barát ismét ölre megy egymással, és ezúttal Peter nem bánik Harryvel olyan "finoman" mint legutóbb: a dulakodás végén egy Zöld Manó-bombát dob Harry felé, amitől Harry fél arca súlyosan megég. A fekete ruha nyújtotta hevességének köszönhetően Peter ezután egy újabb riválist üt ki a nyeregből: Eddie Brockot, akiről bebizonyítja, hogy a fotó, amellyel elnyerte Jamison bizalmát, hamisítvány. J. J. rögtön kirúgja Brockot, a helyére Peter kerül. Peter azonban nem csak szakmailag teszi tönkre Eddiet, hanem még a barátnőjét, Gwent is lecsapja a kezéről. Csak később derül ki, hogy Peter csak azért vitte el randevúzni Gwent, hogy próbára tegye M. J. féltékenységét, aki egy Jazz-klubban énekes-pincérnő. Miután megtudta, hogy Peter kihasználta őt, Gwen elviharzik, Peter pedig verekedést provokál a klubban, amely során még Mary Jane-t is megüti. Miután ráébred, hogy milyen borzalmas dolgokat tett, úgy dönt, végleg megszabadul az ördögi jelmeztől. Egy harangtoronyba mászik fel, ahol a harangzúgás közepette letépi magáról a fekete szimbiotát. A szimbiota alázuhan a toronyban, egyenesen a lent lévő Brockra, aki az őt érő megaláztatások után a templomban próbált lelkileg megerősödni. Az idegen anyag Eddie bosszúvágyát érezve rátelepszik Brockra, és ezzel megszületik Venom, Pókember eddigi legádázabb ellensége.
Peter megtisztult lélekkel hazatér, és az élete átértékelésén kezd gondolkodni. Első lépésként azt választja, ami a legnehezebb: megbocsátani saját magának. Venom ezalatt egy sikátorban összefut Flint Markóval, aki mégsem halt meg, és társulást ajánl fel neki Pókember elpusztítására, akiről már tudja, hogy valójában Peter Parker. Elrabolják M. J.-t és egy építkezési területen 20 emelet magasságban fogva tartják, egy hadüzenettel együtt Pókember számára. A túszdrámáról a New York-i TV is tudósít, amire az egész város odafigyel. Peter látva a helyzetet, felölti a régi jelmezét, majd megpróbál Harrytől segítséget kérni. Harry azonban azt mondja, már nem tartja Petert a barátjának, ezért nem segít. Peter egyedül indul a végső összecsapásra azok ellen, akik nem csak a városra, hanem a szeretteire is komoly veszélyt jelentenek. Mikor a helyszínre ér, szinte azonnal szembetalálja magát Venommal, aki ördögi vigyorral a száján közli vele: úgy fogja megszégyeníteni az emberek szeme láttára, ahogyan Peter is megalázta őt. A jó és a rossz két pókjelmezbe öltözött megtestesítője harcba kezd egymással, melyben végül Venom kerekedik felül, és Homokemberrel együtt a hős végleges elpusztítását kísérelik meg. Az utolsó pillanatban váratlan segítség érkezik Harry személyében, aki váratlan forrásból tudta meg, hogy Peternek egész végig igaza volt az apja haláláról.
A két barát egyesült erővel kimenti Mary Jane-t Venom hálójából, majd külön-külön szállnak szembe a két ellenséggel. Amíg Harry Homokembert próbálja likvidálni, addig Pókember Venommal veszi fel a harcot. Peter megpróbálja meggyőzni Eddiet, hogy váljon meg a szimbiotától, mert az nagy veszélyt jelent a hordozójára nézve. Eddie azonban nem hallgat rá, inkább megpróbálja megölni Petert, ám Harry közbeavatkozik. Amikor Harry belöki Venomot egy rakás fémrúd közé, Peter különös dolgot vesz észre: Eddie gyengülni kezd az össze-vissza csörömpölő rudak hangjától. Innen ugrik be Peternek, hogy ő tapasztalt már ehhez hasonlót a harangtoronyban. A szimbiotának tehát az erős hang a gyenge pontja. Venom felkapja Harry röpdeszkáját, és Peter felé ront vele. Harry hirtelen kettőjük közé áll, így a röpdeszkájából kiálló pengék őt nyársalják fel. Peter ezek után végképp megdühödik Venom-ra, és a korábban látott módon megfosztja Brockot a szimbiotától. Mikor azonban látja, hogy Eddie nem tud elszakadni tőle, egy Zöld Manó-bombát dob a szimbiotára, ami felrobban és Brockkal együtt semmivé foszlik.
A hosszadalmas harc után Flint Marko bocsánatot kér Petertől a nagybátyja véletlen meggyilkolásáért, mivel ő csak a beteg lányán akart segíteni, gyilkolni nem akart. Peter végül belátja, hogy ő maga is borzalmas dolgokat tett, ezért engedi, hogy Marko békével távozzon. Peter és M. J. ezután odamennek a haldokló Harryhez, aki utolsó szavaival biztosítja őket, hogy örökké a legjobb barátok fognak maradni, majd a barátai karjában kileheli lelkét.
Harry temetése után a film zárójelenetében Petert és Mary Jane-t láthatjuk, amint a Jazz-klubban táncba kezdenek, ezzel jelezvén, hogy újraélesztik a kapcsolatuk lángját...

## Háttér

### Fejlesztés
2004 márciusában, még a Pókember 2 júniusi premierje előtt a Marvel Studios megkezdte a Pókember 3 előkészületeit a 2007-es bemutatóra. Mire a második rész mozikba került, a harmadik epizód dátuma is ki lett jelölve 2007. május 2-re, mielőtt még a munkálatok megkezdődtek volna. Később ez május 4-ére módosult. 2005 januárjában a Sony Pictures Entertainment hétszámjegyű megállapodást kötött a Pókember 2-t is jegyző Alvin Sargent forgatókönyvíróval a harmadik rész megírásáról, egy lehetséges negyedik filmnek is lehetőséget hagyva.
Közvetlenül a Pókember 2 bemutatója után Ivan Raimi írt egy összegzést két hónap leforgása alatt. Sami Raimi döntése értelmében a filmben Peter szembesül vele, hogy nem tökéletes igazságosztó, s akiket bűnözőnek vél, azok is hordoznak magukban emberségességet. Hasonlóan Peter különböző problémáihoz a második részben, Mary Jane élete megpróbáltatásokkal teli az új filmben. Homokember is a képbe került; ezen szereplő iránt Tobey Maguire a Pókember 2 sajtókörútján érdeklődést mutatott, mint a Pókember jövőbeli ellenfele. Noha a Homokember csupán egy pitiáner bűnöző a képregényben, a forgatókönyvírók hátteret adtak a szereplőnek, mint Ben bácsi gyilkosa, annak érdekében, hogy elmélyítsék Peter a nagybátyja halálához kötődő bűntudatát, illetve hogy felkavarják egyszerű felfogását a múltbéli eseménnyel kapcsolatban. Harry Osbornt mint Pókember fenyegető ellenfelét hozták vissza, eleget téve Raimi azon kérésének, hogy varrják el fonalát a történetben. Raimi elmondta, hogy a filmben Harry nem követi apja örökségét, hanem valahol a kettő között fog elhelyezkedni. Úgy nyilatkozott, hogy a történet Peterről, Mary Jane-ről, Harryről és a Homokemberről szól.
A rendező egy másik ellenséget is szeretett volna, így Ben Kingsley neve felmerült, mint Keselyű alakítója, azonban az ötletet elvetették. A Marvel Studios elnöke és vezérigazgatója, Avi Arad meggyőzte Sam Raimit Venom szerepeltetéséről, akinek „emberségesség nélküli” személyiségét eleinte kritizálta a direktor. Arad felvilágosította arról, hogy Venom nagy rajongótáborral rendelkezik, így végül ő került a produkcióba. A filmben látható verziója lényegében Venom történeteinek egyesítésére épül. Ifjabb Eddie Brock, Venom emberi része egyfajta tükörként szolgál Peter Parkernek, hiszen hasonló a munkájuk és szerelmi irányultságuk, noha Brock abban eltér Parkertől, hogy rossz gyermekkora volt. Venom felvezetéséhez a készítők a Petert megszálló szimbiótát használták, Tobey Maguire így megízlelhette, milyen egy kevésbé visszafogott és félénk Parkert játszani. A producerek nyomására a filmbe került egy második szerelmi szál is Gwen Stacy képében, Bryce Dallas Howard alakításában. E számos hozzáadás után a forgatókönyv olyannyira összetettnek bizonyult, hogy Sargent a kettéválasztáson gondolkodott, mígnem ráébredt, hogy nem lehetne megfelelő tetőpontot alkotni a két film között.

### Szereposztás
Thomas Haden Church ismerte Raimit korábbról, mivel megkeresték a rendező Rossz álmok című filmje kapcsán évekkel ezelőtt, Homokember szerepére pedig a Kerülőutakban nyújtott díjnyertes alakításáért kérték fel; Church kész forgatókönyv nélkül fogadta el az ajánlatot. A film Homokembere egyfajta szimpátiát birtokol, hasonlóan a Lon Chaney színész által játszott félreértett teremtményekhez, vagy Frankenstein szörnyéhez. Church úgy nyilatkozott a Homokember attitűdjéről: „a lelkiismerettel rendelkező gonosztevőkben ott a lehetőség a szomorú megvilágosodásra azzal kapcsolatban, hogy kik is ők, s miféle szörnnyé lettek – akad bennük megbánás. Így ezen filmek végén van egy drámai rezonancia, ami igazán a közönséggel marad.” Church 16 hónapig edzett a szerephez megfelelő fizikum eléréséért.
Topher Grace-t 2005 májusában választották ki Venom szerepére, miután a producereket meggyőzte a Jó társaságban nyújtott alakítása. Grace hat hónapot töltött a felkészüléssel, ami során 12 kilogramm izmot sikerült felszednie. Elmondása szerint nagy képregényrajongó volt, s az első Venom-történeteket még kissrácként olvasta.

### Forgatás
A film hivatalos költségvetése 258 millió dollár, így akkor a valaha készült egyik legdrágább filmmé lépett elő. A forgatócsoportok 2005. november 5. és 18. között tíz napot töltöttek azon jelenetek felvételével, melyekben intenzív vizuális effektek kapnak helyet, így a Sony Pictures Imageworks már korán el tudta kezdeni rajtuk a munkát. Hasonló folyamat történt a Pókember 2 esetében is, ahol a gonosztevő, Doktor Octopus kívánta a korai kezdést.
2006. január 16-án kezdődtek meg az első felvételek, s száz forgatási nap után, júliusban fejeződtek be. Május 19-éig Los Angelesben dolgozott a csapat. Tavasszal Peter Martorano filmhelyszíni ügyintéző Clevelandbe irányította a forgatócsoportokat, mivel a Celeveland Film Commission teret biztosított a munkálatoknak a város konferenciaközpontjában, ingyen és bérmentve. Ott rögzítették a Pókember és Homokember közti páncélautós összecsapást. Ezután Manhattan következett, ahol július 1-jén fejezték be a felvételeket. A forgatás kimerítette Raimit, akinek gyakran kellett utaznia egyik stábtól a másikhoz. Bill Pope operatőr számára is nehézkes volt a munka, hiszen Pókember, Venom és az Új Manó mind feketébe volt öltöztetve az éjszakai küzdelmi jelenetek során.
Augusztust követően Raimi levezényelte a kiegészítő felvételeket, amiket az akciójelenetek követeltek meg. Bryce Dallas Howard számos kaszkadőrjelenetet vállalt annak tudata nélkül, hogy terhes. A film októberben került dobozba, noha a következő hónapban további speciális effekt-felvételek készültek a produkció véglegesítéséhez. 2007 elején újabb kiegészítő felvételekre volt szükség Homokember történetének megoldásához a négy különböző variációból.

### Effektek
John Dykstra, aki Oscar-díjat kapott a Pókember 2-n végzett munkájáért, nem vállalta a vizuális effekt-csapat vezetői szerepét a harmadik részben, így kollégája, Scott Stokdyk vette át a helyét. A Sony Pictures Imageworks megtervezett olyan specifikus számítógépes programokat, amelyek még nem léteztek, mikor a Pókember 3 munkálatai megkezdődtek. Az innovatív vizuális effektek mellett Stokdyk megalkotta egy felhőkarcoló egy részének miniatűrjét 1/16-os méretarányban a New Deal Studios munkatársaival, Ian Hunterrel és David Sangerrel. Stokdyk azért döntött a miniatűr mellett a CGI ellenében, hogy az épületen esett sérülések realisztikusan és időszerűen hassanak, a számítógépes modellekhez szükséges találgatások nélkül.
Homokember megalkotása három évbe került. A homok a szereplő létrehozásához szükséges hatásainak megismeréséhez kísérleteket végeztek az anyaggal, úgymint a loccsanását, a kaszkadőrökre csapódását vagy a párkányra szóródását. Az eredményt számítógépre másolták, hogy létrehozhassák Homokember vizuális effektusait. A homok egyes jelenetekben veszélyt jelentett volna a betemetett színészekre, így kukoricacsöveket használtak helyette. Abban a jelenetben, mikor Pókember átüt Homokember mellkasán, a jobb kar nélkül született bokszoló, Baxter Humbry vette át Tobey Maguire helyét a felvételkor, hogy a szükséges effektet még hatásosabban lehessen megalkotni.
Topher Grace Venom-jelmeze szalagjelleget kapott, ami képregénybeli inkarnációjára nem volt jellemző. Erre azért volt szükség, hogy a szimbióta életszerű legyen, s úgy jelenjen meg, mint ami rámászik a szereplő testére. Grace kellemetlennek találta kosztümjét, mivel folyamatosan nedvesíteni kellett, hogy folyékony hatásúnak fessen. Egy órát vett igénybe a jelmez felvétele, míg az egyéb maszk négy óráig tartott. A szereplőnek tűhegyes fogai is vannak, így Grace kénytelen volt apró agyarakat viselni a szájában, amik felsértették az ínyét.

### Zene
Danny Elfman, az előző részek zeneszerzője már eleve nem tervezte a visszatérést a Pókember 3-hoz a Sam Raimi és közte lévő nehézségek miatt. Elfman elmondása szerint „kínkeserves élmény” volt Raimivel dolgozni a Pókember 2-n, így nem tudta kényelmesen megalkotni a zenét. Christopher Young lépett Elfman helyére. 2006 decemberében azonban Grant Curtis producer bejelentette, hogy Elfman együttműködésbe kezdett Younggal a Pókember 3 zenéjén. Young megtartotta Pókember és Zöld Manó főtémáját, s újakat komponált Homokemberhez, Venomhoz és a szerelmi szálhoz.

## Marketing
A Pókember 3 teaser előzetese 2006. június 27-én került fel az internetre. Az első teljes hosszúságú trailer november 9-én debütált különböző csatornákon és weboldalakon, majd utána exkluzívan az iFilmen vált elérhetővé, magas felbontásban. 2007. március 3-án a második mozielőzetest is bemutatták San Franciscóban a WonderConon a 300 című film előtt. A végső ízelítő március 23-án látott napvilágot a Comcast által a film számára tervezett speciális weboldalon.
New Yorkban, Pókember kitalált univerzumának színhelyén, turistalátványosságokat emeltek 2007. április 30-án a Pókember 3 közelgő bemutatója alkalmából. Az egyedülálló kampány része volt az Amerikai Természetrajzi Múzeumnál helyet kapott pókkiállítás, a pókpeték tárháza a New York-i Botanikuskertben, Zöld Manó-maszkkészítő műhely a Manhattani Gyermekek Múzeumában és Central Park-i Állatkerti temetőbogár-vadászat és bogárshow.
A Pókember 3 videójátékváltozata a filmmel egy időben, 2007 májusában jelent meg, több platformon. A hivatalos filmzenealbum május 1-jén került a boltokba, megtalálható raja a Snow Patrol, a The Killers és más bandák egy-egy dala. A lemez egy speciális kiadása tervezési szakaszban van.
A Marvel-szereplők licencét birtokló Hasbro számos, a filmhez kapcsolódó játékot hozott forgalomba. Köztük található a forgó hálóvető, három különböző akciófigurával. A Zöld Manó- és Doktor Octopus-figurák az előző filmekből ismét elérhetővé váltak, akárcsak a film stílusának megfelelően megalkotott Gyík-, Skorpió- és Rinó-bábuk is. A Techo Source interaktív játékokat tervezett, köztük a „kézi harcieszközt, ami a használó csuklójára szíjazható és Pókember hálólövő mozdulatait utánozza.” A Sideshow Collectibles gyűjthető tárgyakat készített, amit a Medicom Toy Corporation forgalmaz.

## Bemutató
A Pókember 3 világpremierjét Tokióban tartották 2007. április 16-án, ahol a japán nézők meleg fogadtatásban részesítették a filmet. A brit bemutatóra április 23-án került sor az Leichester téren található Odeonban. Az amerikai premier a Tribeca Filmfesztiválon volt, Queensben, április 30-án.
A Pókember 3 a nagyközönség elé 2007. május 1-jén került, 16 országban, köztük Japánban, hogy kihasználják a japán munkaszüneti aranyhetet. A film Kínában is az amerikai premiert megelőzve, május 3-án debütált, hogy elejét vegyék a piac egyre nagyobb méreteket öltő kalózkodásának. A Sony Pictures International történetében ez az első alkalom, hogy előbb mutat be filmet az ázsiai országban, mint otthonában. Észak-Amerikában május 4-étől volt látható a produkció, rekordszámú 4252 moziban, köztük 53 IMAX filmszínházban. Egy hónappal a bemutató előtt az előzetes felmérés 90%-os ismeretet tükrözött a filmről a mozilátogatók körében, s több mint 20% első számú választásának jelölte meg. Ezen statisztikák 100 millió dollár feletti nyitóhétvégét vetítettek előre. Az internetes jegyfoglalás a Pókember 3-ra április 23-i jelentések szerint gyorsabb iramban történt, mint a második részre annak idején. Május 2-án a Fandango arról tudósított, hogy az eladási mutató hatszorosa a Pókember 2-jének. Mindez arra ösztönözte a mozikat, hogy a május 3-i éjféli vetítéseket követően hajnali 3 órakor is tartsanak előadásokat a fellépő igények kielégítésére.
2007. május 6-ára a Pókember 3 a világ 107 országába jutott el.

### Box office
Nemzetközi nyitónapján, 2007. május 1-jén 16 országból a Pókember 3 29,2 millió dollárt keresett, ami 86%-os emelkedés a Pókember 2-höz képest. A 16 piacból 10-ben a Pókember 3 új rekordot állított föl első napi bevétel tekintetében. Az ázsiai területeken a film Japánban és Dél-Koreában is túltett az előző rész egynapos eredményén. A film Hongkongban, Thaiföldön, Malajziában, Szingapúrban, Tajvanon és a Fülöp-szigeteken is új csúcsot produkált. Európát tekintve, a szuperhős-mozi túllépte A da Vinci-kód által felállított rekordot Olaszországban, míg a németeknél sikeresebbnek bizonyult a Pókember 2-nél. Franciaországban megdöntötte a Star Wars III. rész: A Sith-ek bosszúja által tartott nyitónapi rekordot.
A Pókember 3 nyitónapján az Egyesült Államokban 59 millió dollárt keresett, a teljes hétvégén pedig 151 milliót; ezzel letaszította trónjáról A Karib-tenger kalózai: Holtak kincsét, amely mindkét címet tíz hónapig birtokolta. Az észak-amerikai első hétvégi eredményből 10 millió dollár a csütörtöki éjféli vetítések számlájára irható, 4,8 millió pedig az IMAX mozikból folyt be, ami szintén új csúcs, az alig két hónappal azelőtti 300-at megfosztva koronájától. A 151 millió dollár mellett a világ többi részéről további 230 milliót hozott a film, ami ismételten messze több az eddigieknél. Május 1. és május 6. között a Pókember 3 világszerte 375 millió dolláros bevételt ért el, s ezzel a 2007-es összesített lista 2. helyén startolt, a 300 mögött. Június elejére nemzetközileg a legeredményesebb Pókember-mozivá vált, csak az USA-n kívül 550 millió dollárt gyűjtött össze, így összbevétele 890 millió fölé rúg, amivel bekerült minden idők 12 legtöbb pénzt hozó filmje közé, infláció figyelembevétele nélkül.

### Kritikai fogadtatás
A Rotten Tomatoes kritikaösszesítő oldalon a Pókember 3 62%-os-os értékelést érdemelt ki több mint 220 kritikustól, ezen belül a „top kritikusok” 44%-ot szavaztak meg a filmnek. Andy Khouri a Comic Book Resourcestől méltatta a filmet, mondván, „könnyedén a legösszetettebb és legügyesebben levezényelt szuperhős-eposz, ami valaha készült […] a nagyszámú szereplők, az akció- és sci-fi-központú cselekmény ellenére, a Pókember 3 sosem ül le, nem válik unalmassá.” A képregény nagy rajongója, Jonathan Ross úgy érezte, a film a trilógia legjobbja. Az Empire munkatársa, Chris Hewitt a filmet kielégítőnek találta, úgy érezve, Maguire és Franco jól teljesítettek szerepükben, azonban kritizálta a döntést a sok gonosztevőről. John Hartl az MSNBC-től jó visszajelzéssel szolgált, de állítása szerint akad pár hibája, úgymint a „túl sok történeti szál”. Tom Charity, a CNN kritikusa szintén pozitív véleménnyel van a filmről, ami szerinte „reprezentálja a legjobbat és a legrosszabbat a sorozatből.”
A kevéssé lelkesedők között James Christopher a The Timestól „hatalmas csalódásnak” kiáltotta ki a filmet, míg a Philadelphia Weekly munkatársa, Sean Burns úgy érezte, a rendező „látvánnyal és mérettel cserélte fel a melegséget és a szellemességet, ami az előző két részt oly emlékezetessé tette.” Manohla Dargis a The New York Timesban úgy vélekedik, hogy film lépések helyett „többnyire csupán cammog" és hiányolta a humort. Richard Roeper, a Chicago Sun Times publicistája csak 2 csillagot adott a Pókember 3-nak a 4-ből, s úgy érezte, „egy-egy dirrdurr-akciójelenetre túl sok lassú folyású jelenet jut.” A New York Magazine újságírója, David Edelstein hiányolja Alfred Molina karakterének „központi fenyegetését”, mondván, „a három ellenség nem ér fel egy Doktor Ockkal sem.”

### Fontosabb díjak és jelölések
BAFTA-díj (2008)
- jelölés: legjobb vizuális effektek - Spencer Cook, John Frazier, Peter Nofz és Scott Stokdyk

## Kivágott jelenetek
A filmből kivágtak 1 és fél órás jeleneteket, amik közül az alábbiak:
- A film eredetileg azzal kezdődött, hogy egy kisgyerek Pókembernek beöltözve egy kötélen lóg fejjel lefele a Central Parkban.
- Harry Osborn és Peter közötti harc hosszabb ideig tartott.
- Homokember átváltozása is alternatívan kezdődött, de a végső változatban újraanimálták.
- Peter meglátogatja Harryt az Oscorpban
- Amikor Pókember megkapja a város kulcsát, arról több felvétel is készült, de kivágták a filmből.
- Amikor Pókember és Homokember először megküzdenek egymással a pénzszállító autó fölött, akkor a harc is sokkal részletesebb ideig volt, de végül azt is lerövidítették.
- A filmből kivágtak egy Phill Wallace nevű orvost, akit Adrian Lester alakított. Ő a Homokember lányának az orvosát alakította. A történetszállban az lett volna hogy a doktor több pénzt kért volna a kislány meggyógyításáért, amiért a Homokember majdnem megöli, és ez vezeti részben ahhoz hogy raboljon.
- Szintúgy részletesebb volt az a jelenet is amikor Peterre először megy rá a szimbióta.
- Hosszabb ideig tartott az a rész is amikor Eddie le akarja fotózni a fekete ruhás Pókembert először.
- Amikor a fekete ruhás Pókember megküzd a Homokemberrel a metró alagutban, akkor Pókember egy síndarabot vág Homokemberhez.
- Amikor Peter először tükörbe néz hogy mit tett magával a fekete ruha, akkor látja magát Venomként is a tükörbe, aminek hatására megijed és gyorsan leveszi.
- Miután Peter leleplezte Eddie-t a fekete ruhás Pókember képek hamisításáért, akkor utána Pókemberként hálóintázik örömébe nappal. Ezt a jelenetet a 2017-ben megjelent Spider-Man 3: Editor's cut-ba visszarakták.
- Amikor Harry beszél az apjával a tükörképében abból volt egy másik változat is.
- Van egy bővített pillanat arról hogy Harry megtapsolja Mary Jane-t miután Peternek elmondja hogy lenne valakije.
- Amikor Peter megküzd másodjára Harryvel, akkor az elejében teljesen irónikusan beszélnek egymással. Ezt az alternatív jelenetet is ugyanúgy a későbbi kiadásokban visszarakták.
- Egy meglehetősen komikus jelenetben, miután Eddie -t kirúgták, akkor Hoffmann csengettyűkkel próbálja nyugtatni Jamesont, a jelenetet leforgatták, de csak a film bakiváltozatában mutatták be.
- Eddie Brock gyaloglását a templomhoz néhány más felvétellel együtt kivágták.
- MJ megbocsátó beszédet mond a filmben amit kivágtak, de a film előzeteseiben benne hagyták.
- Volt egy alternatív jelenet arról amikor Eddie segítséget kér Homokembertől.
- Penny és az anyja egy padon ülnek, és indulni készülnek, de Flint homokvárnak álcázza magát, hogy találkozzon a lányával, amit ugyanúgy kivágtak, de a későbbi kiadásokban ugyanúgy visszarakták.
- Amikor Peter felakarja karolni Harry-t hogy mentsék meg MJ-t a Homokembertől és Venomtól de Harry elutasítja, akkor utána nem jön az Inasa Bernard megmagyarázni végleg hogy tényleg nem Peter ölte meg az apját, hanem Harry helyette megnéz egy képet arról amikor Peterrel és MJ-vel együtt van, és ennek hatására inkább vele tart, mert legbelül még mindig a barátjának tartja.
- Amikor Pókember legyőzi Venomot, az egész harc a végénél teljesen más volt eredetileg. Miután Peter kiszabadul Venom hálójából, akkor véletlen az egyik fémrúddal leszúrja Venomot, majd a szimbióta elhagyja Eddie Brock testét, akiből már csak egy csontváz maradt. A szimbióta utána megragadja Petert, és készül őt felfalni, de Peter a háttérbe gyors ráborít a szimbiótára egy adag fémrúdat amibe bele is hal a szimbióta.
- Volt egy alternatív befejezés Homokemberrel hogy amikor Homokember készül Pókemberrel újra megküzdeni, közbeavatkozik a lánya, az anyja és az orvos, és a lánya megmondja neki hogy nem lehet őt meggyógyítani és azt szeretné ha az apja boldog legyen.
- Van még néhány felvétel Harry halálából, valamint néhány kép Peterről és Gwenről Harry temetésén.
- A film végső befejezése eredetileg ugyanúgy egy hálóhintázással ért volna véget az előző részekhez hasonlóan, de mivel elég komoran fejeződött be a film, ezért inkább kivágták.[8]

## Lásd még
- Pókember
- Pókember (film)
- Pókember 2

## Fordítás
Ez a szócikk részben vagy egészben  a   Spider Man 3 című angol Wikipédia-szócikk ezen változatának fordításán alapul.  Az eredeti cikk szerkesztőit annak laptörténete sorolja fel. Ez a jelzés csupán a megfogalmazás eredetét és a szerzői jogokat jelzi, nem szolgál a cikkben szereplő információk forrásmegjelöléseként.